# Cantó de L'Illa d'Albigés
El cantó de L'Illa d'Albigés és un cantó francès del departament del Tarn, situat al districte d'Albi. Té 3 municipis i el cap cantonal és L'Illa d'Albigés.

## Municipis
- L'Illa d'Albigés
- Parisòt
- Peiròla

## Història
| Data d'elecció                           | Identitat      | Partit        | Qualitat |
| ---------------------------------------- | -------------- | ------------- | -------- |
| 1979-1992                                | Pierre Cayla   | Divers droite |          |
| 1992-2008                                | Jean Béteille  |               |          |
| 2008-                                    | Maryline Lherm | Divers droite |          |
| les dades anteriors no són pas conegudes |                |               |          |
|                                          |                |               |          |

## Demografia
| 1962  | 1968  | 1975  | 1982  | 1990  | 1999  | 2006  |
| ----- | ----- | ----- | ----- | ----- | ----- | ----- |
| 4.064 | 4.224 | 4.155 | 4.186 | 4.352 | 4.551 | 5.265 |